# Guillaume Pool

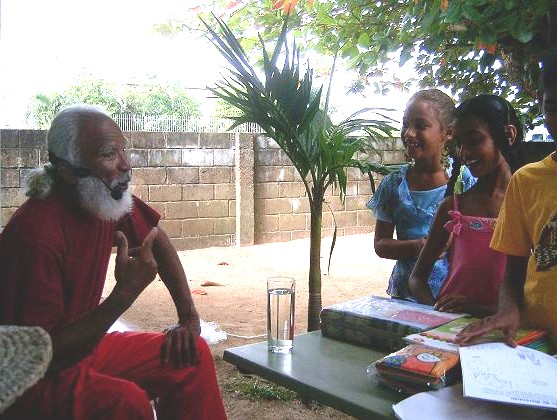
Guillaume Pool actief bij de Stichting Bukutori

Guillaume Christiaan Pool (Paramaribo, 7 augustus 1930) is een uit Suriname afkomstig dichter, verteller en voordrachtskunstenaar. Jarenlang was hij actief in en rond zijn woonplaats Haren in Groningen; later ook meer en meer in Suriname, zoals met de Stichting Bukutori.
Pool was van 1955 tot 1964 actief binnen Wie Eegie Sanie en de Partij Nationalistische Republiek. Hij heeft volgens eigen zeggen ook de naam van deze partij bedacht.
In 1964 besloot Pool naar Nederland te gaan. Hij publiceerde in 1990 het gelegenheidsbundeltje Timba ("Loopplank") en stond het jaar daarop mee aan de wieg van het in Groningen uitgegeven tijdschrift Sukutaki ("Toenadering]"). In wat hij schrijft beproeft hij nieuwe varianten te scheppen van orale poëzie. Een specimen daarvan gaf hij in `Prodokoko/Pronkerwtje', een lange ode aan de ontluikende borstjes van een jong meisje, in een dansante ritmiek, met tal van oude Sranan woorden en onomatopeeën. Met het gedicht won hij in 1990 de Rotterdamse Poetry Park Poëzieprijs. Later schreef hij alleen nog in het Nederlands. De Rotterdamse prijs kreeg hij in 1994 opnieuw, nu voor het lange epische gedicht Ze zullen nooit weten waarom over de Spaanse conquista. Het jaar daarop viel hij met Canto a Cuba opnieuw in de prijzen. Pool ontleent veel aan het afro-Surinaamse cultuurgoed, dat een voortdurende dialoog aangaat met culturen uit andere werelddelen. Een collectie Nederlandstalige tanka, haiku en senryu bevatte Siksiyuru bakadina ("Zes uur 's middags") (1993). Een persoonlijke geschiedenis van Suriname in dichtvorm gaf Pool in Op de vluchtheuvel kwam ik je tegen (1995).
Pool beschouwt De termieten van Tilifo (1998) als zijn eigenlijke poëziedebuut waarmee hij voor een groter publiek naar buiten wilde treden. De titel verwijst naar het termietennest waarin de wintigod Akantasi (Kantamasu) huist, terwijl Tilifo de Surinaamse manier van uitdrukken is van Tout Lui Faut, een woonkern in het district bezuiden Paramaribo. Het titelgedicht is overigens niet een ode aan de winticultuur, maar een uitdrukking van afkeer van de armoede uit de jeugdjaren, waartegen zelfs het aanroepen van de goden niet hielp. De bundel bevat zeven afdelingen, naast twee over Suriname, ook twee over (Oosterse) mystiek en religie, en verder afdelingen over migrantenervaringen in Nederland, over de Tweede Wereldoorlog en de dood. In het samengaan van pacifisme en sociale bewogenheid en met hun woordenrijkdom doet deze poëzie denken aan die van Pablo Neruda. Guillaume Pool werkte zich op tot een vooraanstaand voordrachtskunstenaar, maar zijn poëzie is secuur genoeg geschreven om ook gelezen te worden.
Pool schreef voorts de `ironisch satirische eenakter, verwant aan de vertelkunst, voor 3 vrouwen en 2 mannen' Het Proces (1997). Het jaar daarop volgde Kuduntu [misbaksel], een stuk over de worsteling met en het gevecht tegen macht van een jonge creool in de Nederlandse samenleving.
In april 2009 kreeg hij een lintje, hij werd benoemd tot Ridder in de Orde van Oranje-Nassau voor het introduceren van de Surinaamse literatuur in Groningen.